# Bikini Bandits
 (juin 2023).
Si vous disposez d'ouvrages ou d'articles de référence ou si vous connaissez des sites web de qualité traitant du thème abordé ici, merci de compléter l'article en donnant les références utiles à sa vérifiabilité et en les liant à la section « Notes et références ».
Bikini Bandits est un film américain réalisé en 2002 par Steve Grasse et produit par Shymala Joshi, sorti directement en DVD.

## Synopsis
Le film mélange plusieurs épisodes des aventures de Bikini Bandits. Il s'ouvre par une séance où Satan les chargent de remonter le temps afin d’empêcher la Vierge Marie d'accomplir sa destinée, mais cette mission est contrarié par l'intervention du pape ramone. Dans un autre épisode, les Bikini Bandits se cachent dans une communauté Amish. Une autre séquence leur fait remonter le temps jusqu'en 1776 à la rencontre de Benjamin Franklin. Dans un autre une femme Amish sollicite leur concours afin de retrouver leurs fils embrigadé dans l'industrie du porno en raison d'une particularité anatomique. 

## Fiche technique
- Titre complet : Bikini Bandits Expérience
- Réalisation : Steve Grasse
- Scénario : Steve Grasse, Peter Grasse,  Shymala Joshi, Sonia Kurtz
- Photographie : Rhet W. Bear
- Dates de sortie :  États-Unis : 12 novembre 2002
- Durée : 60 minutes

## Distribution
- Heather-Victoria Ray : Une des "Bikini bandits"
- Heather McDonnell : Une des "Bikini bandits"
- Cynthia Diaz : Une des "Bikini bandits"
- Shannon Pezzetta : Une des "Bikini bandits"
- Betty San Luis : Une des "Bikini bandits"
- Maynard James Keenan : Satan
- Dee Dee Ramone : Le Pape Ramone
- Corey Feldman : lui-même, l'Ange Gabriel
- Robyn Bird : la Vierge Marie
- Peter Grasse : Un Amish "attardé"
- Michelle McCarty : Une femme Amish
- Shane McGeady : Dirty Sanchez

## Autour du film
- Le film est monté à la façon des clips vidéo, il est entrecoupé de fausses publicités ainsi que de courts dialogues entre les auteurs représentés en animation.
- Le film contourne la censure de façon habile, les symboles sexuels abondent, des sex-toys sont visibles ainsi que des scènes de baisers lesbiens, il n'y a cependant aucune scène de nudité.